# Sisko sisko
Sisko sisko là một loài Trichoptera trong họ Philopotamidae. Chúng phân bố ở miền Tân bắc.